# Остерберг
Остерберг (њем. Osterberg) општина је у њемачкој савезној држави Баварска. Једно је од 17 општинских средишта округа Ној-Улм. Према процјени из 2010. у општини је живјело 861 становника. Посједује регионалну шифру (AGS) 9775142.

## Географски и демографски подаци
Остерберг се налази у савезној држави Баварска у округу Ној-Улм. Општина се налази на надморској висини од 580 метара. Површина општине износи 13,8 km². У самом мјесту је, према процјени из 2010. године, живјело 861 становника. Просјечна густина становништва износи 62 становника/km².